# Горбово (Глинковский район)
Го́рбово    — деревня  в  Смоленской области России,  в Глинковском районе. Население – 12 жителей (2007 год)  .  Расположена в центральной части области  в 6 км к северо-западу от села Глинка,  в 18 км севернее автодороги Новоалександровский(А101) - Спас-Деменск — Ельня — Починок.  В 1 км восточнее деревни железнодорожная станция Клоково на линии Смоленск  - Сухиничи. Входит в состав Доброминского сельского поселения.

## История
В годы Великой Отечественной войны деревня была оккупирована гитлеровскими войсками в июле 1941 года, освобождена в ходе Ельнинско-Дорогобужской операции в 1943 году. 